# Општина Борш (Бихор)
Борш (рум. Borş) општина је у Румунији у округу Бихор.
Oпштина се налази на надморској висини од 103 m.